# Apofylliet

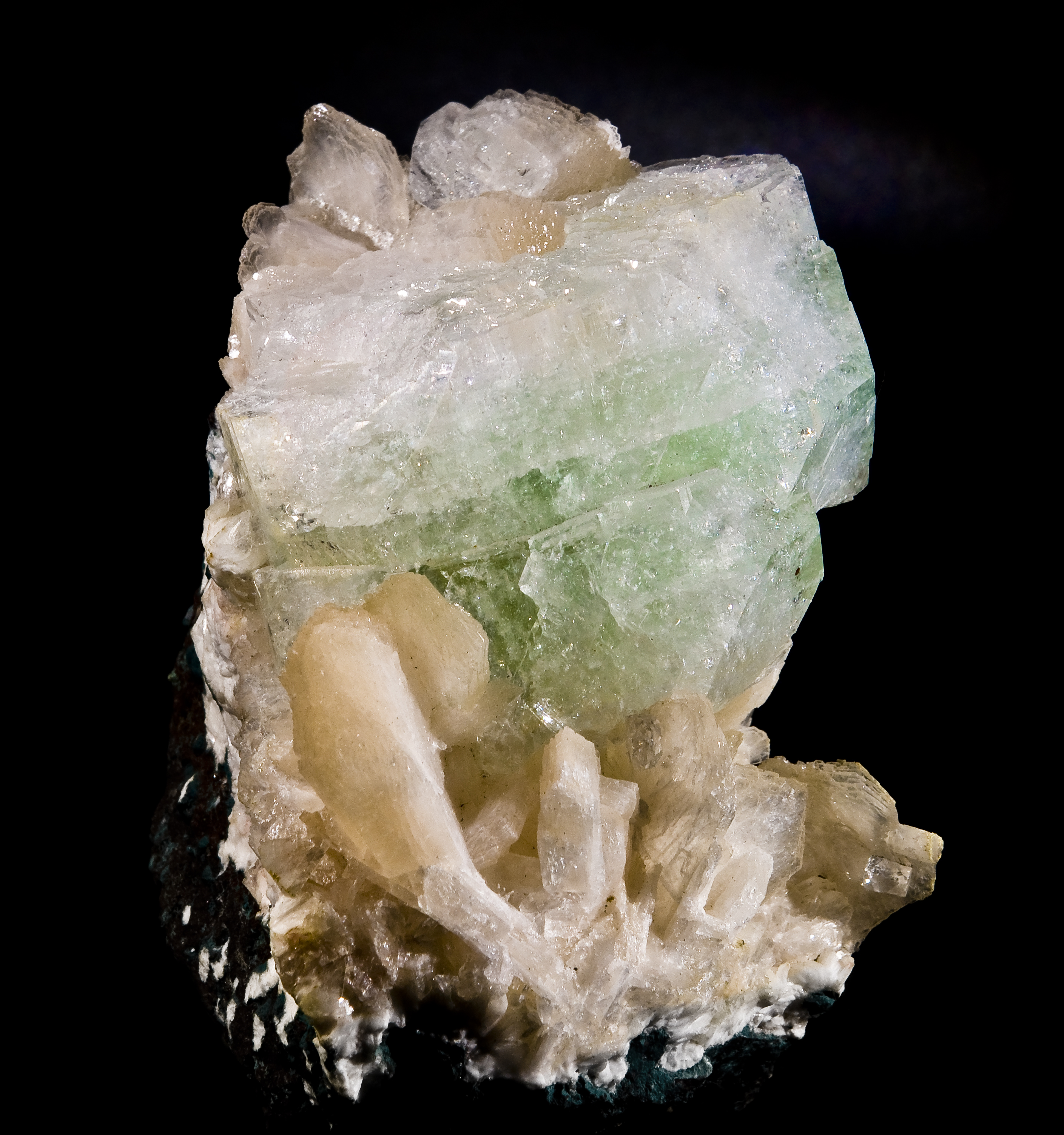
Apofylliet

Het mineraal apofylliet is een gehydrateerd fluor-houdend kalium-calcium-silicaat met de chemische formule KCa4(Si4O10)2F·8H2O. Het behoort tot de fylosilicaten.

## Eigenschappen
Het doorzichtige tot doorschijnende paarse, witte, gele, groene of roze apofylliet heeft een glas- tot parelglans, een witte streepkleur en de splijting is perfect volgens het kristalvlak [001]. Apofylliet heeft een gemiddelde dichtheid van 2,34 en de hardheid is 4 tot 5. Het kristalstelsel is tetragonaal en de radioactiviteit van het mineraal is nauwelijks meetbaar. De gamma ray waarde volgens het American Petroleum Institute is 63,07.

## Naamgeving
De naam van het mineraal apofylliet is afgeleid van het Griekse woord apophyllisoo, dat "schilferen" betekent.

## Voorkomen
Apofylliet is een secundair mineraal dat voornamelijk voorkomt in basalten. De typelocatie is Lonault en Pune ten zuidoosten van Mumbai, India.